# Премия имени П. П. Аносова
Премия имени П. П. Аносова — премия, присуждаемая с 1957 года АН СССР и Российской академией наук. Присуждается Отделением физикохимии и технологии неорганических материалов за выдающиеся научные работы в области металлургии, металловедения и термической обработки металлов и сплавов.

Премия названа в честь русского горного инженера, учёного-металлурга П. П. Аносова.

## Лауреаты премии
- 1957 — Александр Иванович Скаков — За работу «Качество железнодорожных рельсов»
- 1960 — Иван Августович Одинг — За труд по теории ползучести и длительной прочности металлов
- 1960 — Вера Семеновна Иванова — За труд по теории ползучести и длительной прочности металлов
- 1960 — Владислав Васильевич Буркудский — За труд по теории ползучести и длительной прочности металлов
- 1960 — Владимир Николаевич Геминов — За труд по теории ползучести и длительной прочности металлов
- 1963 — Семён Григорьевич Воинов — За монографию «Шарикоподшипниковая сталь»
- 1963 — Анатолий Георгиевич Шалимов — За монографию «Шарикоподшипниковая сталь»
- 1966 — Минас Хачатурович Шоршоров — За монографию «Металловедение сварки стали и сплавов титана»
- 1969 — Александр Александрович Кокарев — За серию работ по исследованию, разработке технологии и созданию производства двух-трёхслойных ленточных материалов методом порошковой металлургии
- 1969 — Владимир Петрович Пшеннов — За серию работ по исследованию, разработке технологии и созданию производства двух-трёхслойных ленточных материалов методом порошковой металлургии
- 1969 — Владимир Владимирович Саклинский — За серию работ по исследованию, разработке технологии и созданию производства двух-трёхслойных ленточных материалов методом порошковой металлургии
- 1972 — Петр Тимофеевич Колымцев — За серию работ в области исследования поверхностных слоев лопаток газовых турбин и разработки метода увеличения их надежности и долговечности
- 1975 — Владимир Иванович Добаткин — За серию работ «Исследование закономерностей кристаллизации слитков и гранул алюминиевых сплавов»
- 1978 — Яков Семенович Уманский — За цикл работ по физическому металловедению
- 1981 — Николай Фёдорович Аношкин — За комплекс работ проблеме титана, опубликованных в монографиях «Зональная химическая неоднородность слитков», «Конструкционные титановые сплавы» и «Жаропрочные титановые сплавы»
- 1981 — Валентин Николаевич Моисеев — За комплекс работ проблеме титана, опубликованных в монографиях «Зональная химическая неоднородность слитков», «Конструкционные титановые сплавы» и «Жаропрочные титановые сплавы»
- 1981 — Ольга Петровна Солонина — За комплекс работ проблеме титана, опубликованных в монографиях «Зональная химическая неоднородность слитков», «Конструкционные титановые сплавы» и «Жаропрочные титановые сплавы»
- 1984 — Константин Александрович Малышев — За монографию «Фазовый наклёп аустенитных сплавов на железоникелевой основе»
- 1984 — Виктор Владимирович Сагарадзе — За монографию «Фазовый наклёп аустенитных сплавов на железоникелевой основе»
- 1984 — Александр Иванович Уваров — За монографию «Фазовый наклёп аустенитных сплавов на железоникелевой основе»
- 1987 — Георгий Александрович Николаев — За цикл работ в области процессов сварки металлов
- 1991 — Игорь Васильевич Горынин — За работу «Принципы легирования, термическая обработка и физические основы создания радиационно стойкой реакторной стали»
- 1991 — Владимир Александрович Николаев — За работу «Принципы легирования, термическая обработка и физические основы создания радиационно стойкой реакторной стали»
- 1994 — Михаил Зиновьевич Ерманок — За цикл работ «Прогрессивные процессы производства пресованных изделий из алюминиевых, титановых сплавов и сталей»
- 1994 — Лев Хаскелевич Райтбарг — За цикл работ «Прогрессивные процессы производства прессованных изделий из алюминиевых, титановых сплавов и сталей»
- 1994 — Юрий Владимирович Манегин — За цикл работ «Прогессивные процессы производства прессованных изделий из алюминиевых, титановых сплавов и сталей»
- 1996 — Александр Анатольевич Ильин — За цикл работ «Материаловедение конструкционных сплавов нового поколения на основе интерметаллических соединений»
- 1996 — Евгений Николаевич Каблов — За цикл работ «Материаловедение конструкционных сплавов нового поколения на основе интерметаллических соединений»
- 1996 — Кира Борисовна Поварова — За цикл работ «Материаловедение конструкционных сплавов нового поколения на основе интерметаллических соединений»
- 1999 — Аркадий Константинович Тихонов — За цикл работ «Разработка и освоение новых сталей и технологии их обработки в условиях металлургической и машиностроительной промышленности»
- 1999 — Сергей Александрович Голованенко — За цикл работ «Разработка и освоение новых сталей и технологии их обработкт в условиях металлургической и машиностроительной промышленности»
- 1999 — Юрий Дмитриевич Яншин — За цикл работ «Разработка и освоение новых сталей и технологии их обработки в условиях металлургической и машиностроительной промышленности»
- 2002 — Людмила Михайловна Капуткина — За комплекс работ «Развитие основ термомеханической обработки применительно к легированным конструкционным сталям и функциональным материалам»
- 2002 — Сергей Дмитриевич Прокошин — За комплекс работ «Развитие основ термомеханической обработки применительно к легированным конструкционным сталям и функциональным материалам»
- 2002 — Виктор Михайлович Блинов — За комплекс работ «Развитие основ термомеханической обработки применительно к легированным конструкционным сталям и функциональным материалам»
- 2005 — Юлий Константинович Ковнеристый — За монографию «Объёмно-амортизирующиеся металлические сплавы»
- 2008 — Юрий Владимирович Цветков — За серию работ по термодинамике испарения и диссоциации оксидов, обобщённых в монографиях «Испарение оксидов» и «Термодинамика испарения оксидов»
- 2008 — Евгений Константинович Казенас — За серию работ по термодинамике испарения и диссоциации оксидов, обобщённых в монографиях «Испарение оксидов» и «Термодинамика испарения оксидов»
- 2011 — Александр Маркович Глезер — За совокупность работ «Металловедческие основы создания перспективных конструкционных и функциональных наноструктурированных сталей и сплавов на основе железа путём оптимального легирования и экстремальных термических и деформационных воздействий»
- 2011 — Александр Владимирович Дуб — За совокупность работ «Металловедческие основы создания перспективных конструкционных и функциональных наноструктурированных сталей и сплавов на основе железа путём оптимального легирования и экстремальных термических и деформационных воздействий»
- 2011 — Игорь Олегович Банных — За совокупность работ «Металловедческие основы создания перспективных конструкционных и функциональных наноструктурированных сталей и сплавов на основе железа путём оптимального легирования и экстремальных термических и деформационных воздействий»
- 2014 — Елена Игоревна Хлусова — За серию работ «Структура, свойства и технология термической и термомеханической обработки хладостойких конструкционных сталей для Арктики»
- 2017 — Ольга Павловна Черногорова, Екатерина Ивановна Дроздова, Ираида Николаевна Ушакова — за работу «Разработка научных основ создания высокоизносостойких композиционных металлических материалов, армированных частицами сверхупругого твердого углерода»
- 2020 — Михаил Иванович Алымов — за совокупность работ на тему «Порошковая металлургия дисперсных и консолидированных металлических наноматериалов»
- 2023 - профессор кафедры 1101 «Технологии и системы автоматизированного проектирования металлургических процессов» МАИ Сергей Яковлевич Бецофен, учёные из ИМЕТ РАН Евгений Викторович Блинов и Артём Александрович Ашмарин - за серию работ «Разработка новых методов рентгеновской тензометрии градиентных материалов для оптимизации служебных характеристик покрытий, модифицированных поверхностных слоёв, высокоазотистых и ТРИП сталей».